# Alluaudia montagnacii
Alluaudia montagnacii — вид суккулентных растений рода Аллюодия (Alluaudia) семейства Дидиереевые (Didiereaceae), произрастающий на территории Мадагаскара (Итамполо).

## Название
Родовое латинское (научное) название Alluaudia дано в честь Шарля Аллюо (фр. Charles Alluaud, 1861—1949) — французского исследователя и энтомолога.
Видовой эпитет montagnacii дан в честь французского ботаника фр. R. Montagnac.

## Описание
Alluaudia montagnacii Rauh, первое упоминание в Adansonia, n.s., 1: 43 (1961).

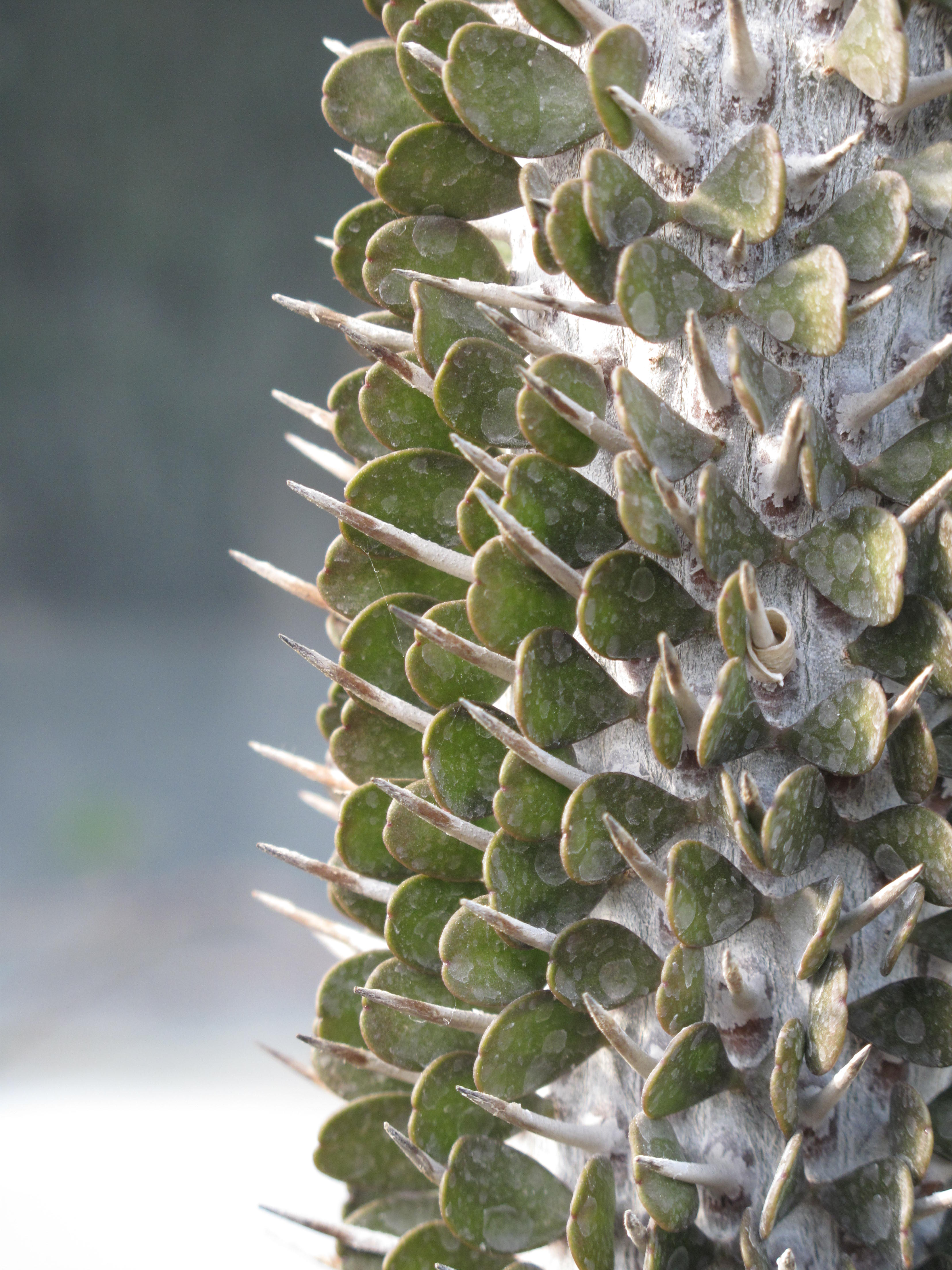
Листья и колючки

Листопадное дерево, достигающее высоты от 6 до 10 м. Листья разнообразные, от продолговатых до округлых, их длина составляет от 15 до 20 мм, ширина — от 5 до 20 мм.
Цветки однополые (двудомные) и состоят из зеленых чашелистиков длиной от 2 до 3 мм и белых лепестков, которые могут быть овальными или полукруглыми и имеют длину от 2 до 5 мм. Цветки сгруппированы в двупарные пазушные соцветия.